# 145 v.Chr.
145 v.Chr. is een jaartal volgens de christelijke jaartelling.

## Gebeurtenissen

### Perzië
- Alexander I Balas wordt in Syrië door het Egyptische leger onder Ptolemaeus VI Philometor verslagen, maar sneuvelt in de veldslag. Daarop wordt Alexander Balas met geweld verdreven en vermoord, het Seleucidenrijk raakt door burgeroorlogen in verval.
- De 16-jarige Demetrius II Nicator (145 - 142 v.Chr.) wordt heerser over de Seleuciden en begint zijn eerste regeerperiode. Diodotus Tryphon wordt regent over de 3-jarige Antiochus VI Dionysus, een zoon van Alexander I Balas.

### Egypte
- Ptolemaeus VII Neos Philopator volgt zijn vader op als zevende farao van de Ptolemaeën. Zijn moeder Cleopatra II wordt regentes, zij trouwt met haar broer Ptolemaeus VIII Euergetes II, ook wel Physcon genaamd. Op het bruiloftsfeest vermoordt hij Neos Philometor en bestijgt de troon van Egypte.

### Numidië
- Er breekt een strijd uit om de troonopvolging, Micipsa (145 - 118 v.Chr.) wordt door Rome erkend als koning van Numidië. Tijdens zijn bewind maakt hij Sarim Batim tot hoofdstad van het Numidische Rijk. De Romeinen noemen deze stad later Cirta.

## Geboren
- Sima Qian (~145 v.Chr. - ~86 v.Chr.), Chinese historicus

## Overleden
- Alexander I Balas, koning van het Seleucidenrijk (Syrië)
- Ptolemaeus VI Philometor (~191 v.Chr. - ~145 v.Chr.), farao van Egypte (46)
- Ptolemaeus VII Neos Philopator (~162 v.Chr. - ~145 v.Chr.), farao van Egypte (17)